# Zatoka Świętego Krzyża
Zatoka Świętego Krzyża (ros. залив Креста) – zatoka Morza Beringa, w azjatyckiej części Rosji; drugorzędna zatoka Zatoki Anadyrskiej.
Wcina się pomiędzy Nizinę Anadyrską a Półwysep Czukocki; długość 102 km, szerokość 25–40 km; głębokość do 70 m; przez większą część roku pokryta lodem.